# Kate Douglas Wiggin

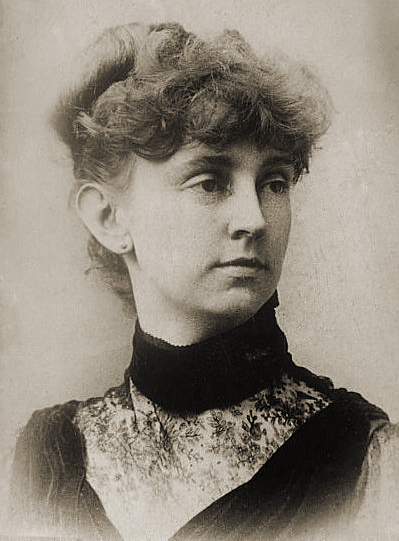
Kate Douglas Wiggin (undatiert)

Kate Douglas Smith Wiggin (* 28. September 1856 als Kate Douglas Smith in Philadelphia, Pennsylvania; † 24. August 1923 in Harrow on the Hill, England), verheiratete Kate Douglas Wiggin Riggs, war eine US-amerikanische Schriftstellerin und Reformpädagogin.
Kate Smith verbrachte ihre Kindheit in Maine an der US-Ostküste und zog mit 17 Jahren zusammen mit ihrer Familie nach Kalifornien. Dort kam sie über Caroline Severance und Emma Marwedel in Kontakt mit der Kindergartenbewegung und ließ sich, beeinflusst durch die Ideen Friedrich Fröbels, zur Kindergärtnerin ausbilden. 1878 eröffnete sie mit dem Silver Street Kindergarten in San Francisco den ersten öffentlichen Kindergarten der US-Westküste, 1880 gründete sie zudem die California Kindergarten Training School. Nach ihrem Umzug nach New York City 1884 verlegte sie sich aufs Schreiben und publizierte in den nächsten Jahren dutzende Romane sowie vereinzelt auch Sachbücher zum Prinzip des Kindergartens. Viele ihrer Werke werden der Kinder- und Jugendliteratur zugerechnet und sind neben den Idealen Fröbels auch vom Transzendentalismus beeinflusst. Oftmals handeln sie von den Erlebnissen von Kindern aus benachteiligten Verhältnissen; zahlreiche ihrer Geschichten erfreuten sich damals großer Beliebtheit. Als ihr bekanntestes Werk gilt Rebecca of Sunnybrook Farm (1903). Mitunter arbeitete sie mit ihrer Schwester Nora Archibald Smith (1858–1934) zusammen, als Autorin wie auch als Herausgeberin.

## Leben und Werk

### Kindergartenbewegung

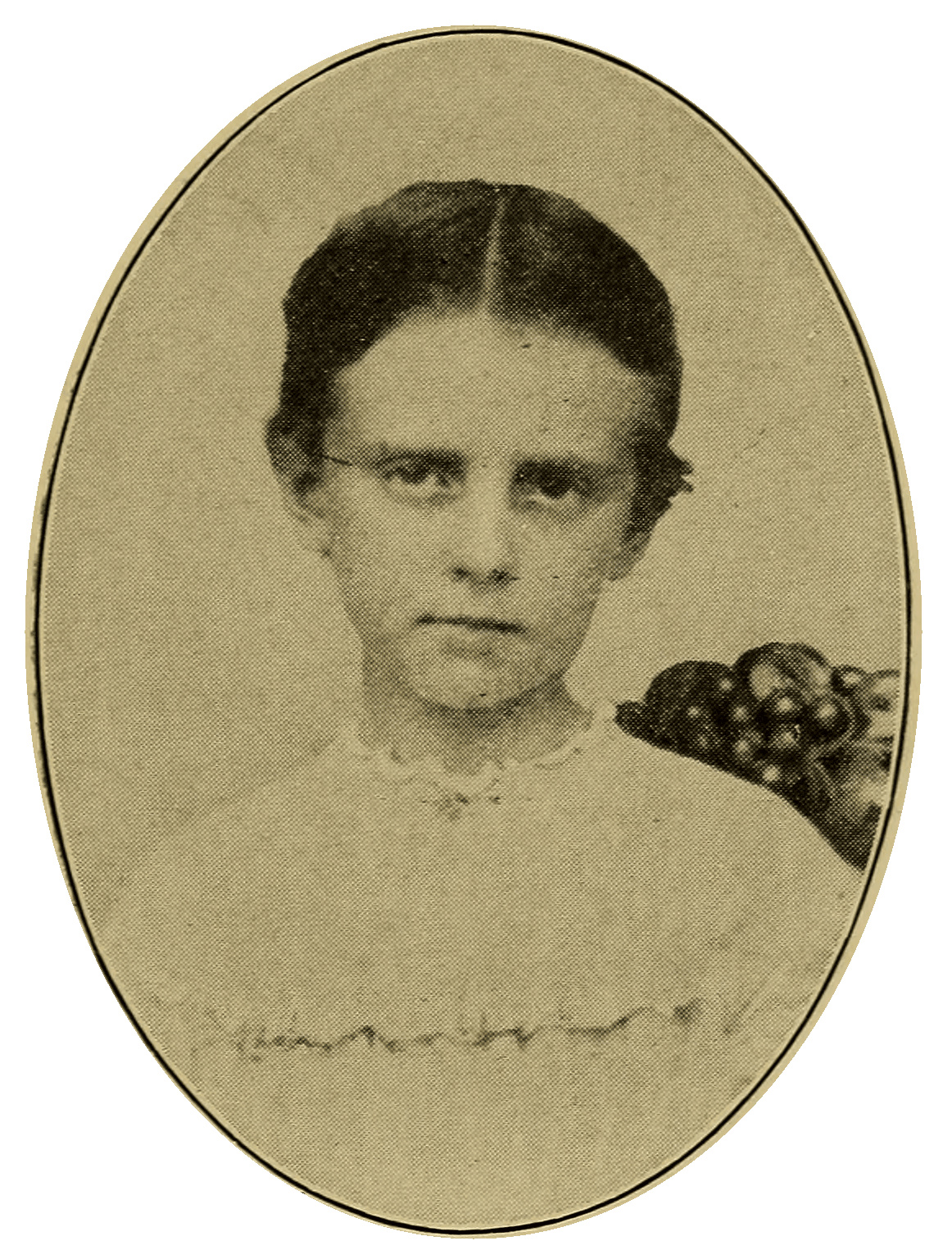
Kate Smith im Alter von sechs Jahren (1862/1863)

Kate Smith wurde 1856 als Tochter des Juristen Robert Noah Smith und seiner Ehefrau Helen Elizabeth Dyer in Philadelphia geboren. Ihre beiden Eltern stammten aus alteingesessenen neuenglischen Familien, ihre jüngere Schwester Nora Archibald Smith wurde 1858 geboren. Als ihr Vater wenig später verstarb, zog ihre Mutter mit den beiden Kindern nach Portland, Maine. Weitere drei Jahre später heiratete ihre Mutter den Arzt Albion Bradbury, einen entfernten Verwandten. Die neu gegründete Familie – ergänzt durch einen wenig später geborenen Halbbruder – lebte in Hollis, Maine, wo sich Bradbury persönlich um Smiths Bildung bemühte. Parallel besuchte sie verschiedene Schulen, darunter das lokale Gorham Female Seminary, die Morison Academy in Baltimore und die Abbot Academy in Andover. 1873 zog ihre Familie ins kalifornische Santa Barbara, wo sich ihr Stiefvater ein für seine schwächelnde Gesundheit förderlicheres Klima erhoffte. Smith folgte ihren Eltern sechs Monate später am Ende des Schuljahres.
Als ihr Stiefvater 1876 verstarb, hinterließ er die Familie durch fehlgeschlagene Landspekulationen in schlechter finanzieller Lage. Ein Weg aus der Krise bahnte sich an, als Smith wenig später die kürzlich nach Kalifornien gezogene Caroline Severance kennenlernte. Die langjährige Aktivistin brachte Smith in Kontakt mit der US-amerikanischen Kindergartenbewegung, die sich aus den Ideen des Deutschen Friedrich Fröbel speiste. In den USA durch die Transzendentalisten um Ralph Waldo Emerson zunächst an der US-Ostküste bekannt gemacht, waren Fröbels Ideen deshalb revolutionär, weil sie keinen Drill, sondern das freie spielerische Erlernen sozialer Werte als ideale Kindererziehung propagierten. Mit Severances Hilfe schrieb sich Smith an Emma Marwedels kürzlich in Los Angeles gegründeter Pacific Normal Training School for Kindergartners ein, um eine Ausbildung zur Kindergärtnerin zu absolvieren. Nach Abschluss der Ausbildung im Sommer 1877 kehrte Smith nach Santa Barbara zurück, wo sie mit Hilfe ihrer Schwester Nora einen eigenen privaten Kindergarten namens Nido de la Golondrina oder The Swallow’s Nest gründete. Nur ein Jahr später wurde sie von Emma Marwedel der Public Kindergarten Society of San Francisco empfohlen, die die Gründung des ersten öffentlichen Kindergartens an der US-Westküste plante. Tatsächlich nahm die Gesellschaft Marwedels Empfehlung an; zum 1. September 1878 eröffnete Smith mit finanzieller Unterstützung der Gesellschaft in San Franciscos Armenviertel Tar Flat den Silver Street Kindergarten, der für seine Arbeit in den nächsten Jahren nationale Bekanntheit erlangte. Laut dem Historiker Doyce B. Nunis, Jr. wurde Smith bald zu einer „Autorität in Sachen Kindergartenpädagogik.“
Im Sommer 1880 reiste Smith an die Ostküste und traf sich mit dortigen Anführerinnen der Kindergartenbewegung wie Elizabeth P. Peabody aus dem Kreis der Transzendentalisten und Susan Blow. Im Rahmen des Besuches, der je nach Quelle auch auf das Jahr 1879 datiert wird, nahm Smith auch Unterricht an Amos Bronson Alcotts Concord School of Philosophy und kam in Kontakt mit anderen Transzendentalisten wie Emerson. Nach ihrer Rückkehr nach San Francisco gründete Smith dort die California Kindergarten Training School, um selbst Kindergärtnerinnen ausbilden zu können. Die Schule sorgte dafür, dass Kaliforniens aufblühender Kindergartenlandschaft bald zahlreiche Fachkräfte zur Verfügung standen; zu ihren ersten Schülerinnen gehörte ihre eigene Schwester Nora. Nachdem Nora ihren Abschluss gemacht hatte, übernahm sie von Kate die Leitung des Silver Street Kindergarten, damit sich Kate auf die Ausbildungsarbeit konzentrieren konnte. Immer mehr trat sie auch als öffentliche Rednerin in Erscheinung; parallel hatte sie 1881 den Juristen Samuel Bradley Wiggin geheiratet und dessen Nachnamen angenommen. Ihr Engagement in Kalifornien endete erst, als sie mit ihrem Ehemann 1884 nach New York City umzog. Nichtsdestotrotz blieb sie Teil der Kindergartenbewegung; bis 1892 kehrte sie jährlich als Dozentin sowie im Rahmen der Abschlussfeiern an die California Kindergarten Training School zurück. Erst als ihre schriftstellerische Karriere immer mehr an Fahrt aufnahm, reduzierte sie ihre Tätigkeit als Kindergartenaktivistin. Allerdings spiegelten sich ihre Ideale hinsichtlich der Kindererziehung in ihrem schriftstellerischen Werk wider; nicht zuletzt veröffentlichte 1895 / 1896 zusammen mit ihrer Schwester Nora unter dem Titel The Republic of Childhood eine Sammlung ihrer Vorlesungen an der California Kindergarten Training School. Für mehrere Jahre war sie Vizepräsidentin der New York Kindergarten Association. Der Historiker Doyce B. Nunis, Jr. urteilte 1962, dass Wiggin der Kindergartenbewegung gegenüber „viel beitrug, im Besonderen hinsichtlich der kindlichen Früherziehung durch ihr Eintreten für den Kindergarten.“

### Schriftstellerin

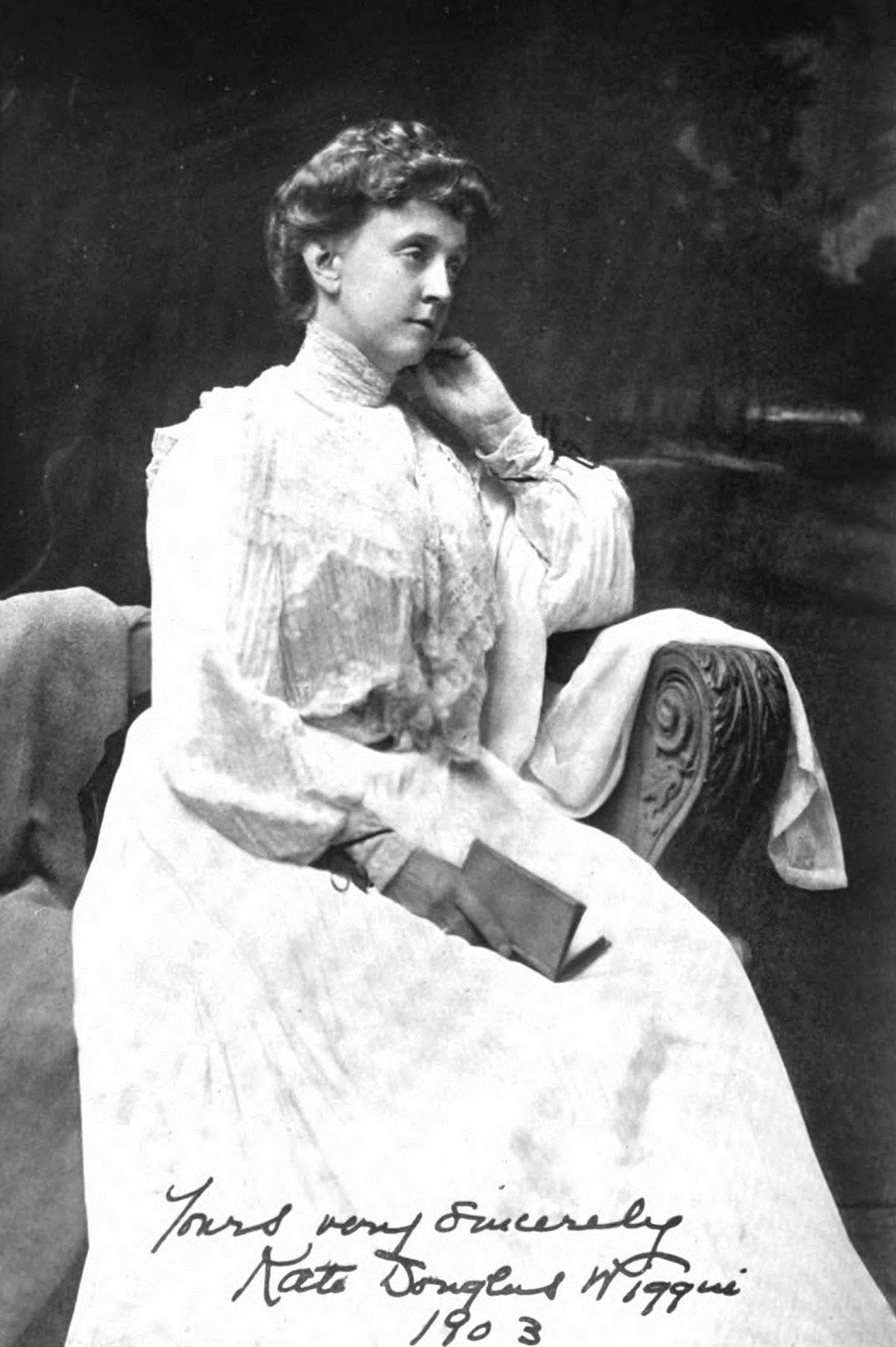
Kate Douglas Wiggin (1903)

Der Umzug nach New York City bedeutete für Wiggin auch ein neues berufliches Kapitel. Bereits 1878 hatte sie mit Half a Dozen Housekeeper, das in drei Teilen im St. Nicholas Magazine abgedruckt wurde, einen ersten Ausflug in die Literatur unternommen. 1883 publizierte sie in San Francisco den Roman The Story of Patsy, 1888 folgte in New York The Birds’ Christmas Carol. Ursprünglich schrieb sie diese Bücher nur, um Geld für die Kindergartenbewegung zu sammeln. Allerdings waren beide Bücher Publikumserfolge, und als 1889 ihr Ehemann verstarb, nahm Wiggin das Schreiben als sichere Einnahmequelle für ihren eigenen Lebensunterhalt an. Weitere Werke erschienen danach fast jährlich; nationale Beachtung fand zunächst vor allem A Cathedral Courtship, and Penelope’s English Experiences (1893). Viele der häufig als Kinder- und Jugendliteratur verstandenen Werke handelten vom Leben von Kindern aus benachteiligten Verhältnissen, oftmals spielen ihre Geschichten in ihrer Kindheitsheimat Maine. Beispielsweise veröffentlichte sie zwischen 1898 und 1901 drei Bücher über die kleine Penelope, die mit ihren Freundinnen Reisen durch die Welt unternimmt. Hin und wieder flossen auch autobiografische Details in ihre Geschichten ein. Einen kleineren Teil ihres schriftstellerischen Werkes nahmen auch Sachtexte zum Konzept des Kindergartens ein.
Ihr bekanntestes Werk ist die Erzählung Rebecca of Sunnybrook Farm (1903), die sie selbst 1909 als Drama adaptierte und die mehrfach verfilmt wurde (bspw. 1917 als Stummfilm mit Mary Pickford sowie 1937 als Shirley auf Welle 303 mit Shirley Temple). Das Buch handelt von einem Mädchen namens Rebecca, das von einer ledigen Tante großgezogen wird und trotz aller Schwierigkeiten zu einer jungen lady heranwächst, der die Zukunft offensteht. 1907 folgte mit New Chronicles of Rebecca ein weiteres Werk in diesem Kosmos, das allerdings nicht Rebeccas Leben fortsetzt, sondern ebenfalls Episoden aus der Kindheit des Mädchens erzählt. Viele Leser erwarteten die Heirat Rebeccas mit einem Protagonisten namens Adam Ladd, wurden jedoch enttäuscht. Damit erfüllte Wiggin auch nicht das gesellschaftliche Idealbild der damaligen Zeit, in dem das Streben nach Ehe und Sicherheit als Leitlinie des Lebens junger Frauen identifiziert wurde. Laut der Literaturwissenschaftlerin und Lehrerin Regina Pulei ist Rebecca daher ein Plädoyer für die Selbstbestimmung der Frau, da es das Erwachsenenleben „nicht [...] als das Ende von Freiheiten, sondern eher als randvoll mit einer ganzen Menge aufregender Möglichkeiten“ darstellt. In den Augen mehrerer Literaturwissenschaftlerinnen wie Gail S. Murray und Kelli M. Sellers muss man Rebeccas Nicht-Heirat vor dem Hintergrund der New-Women-Bewegung, der ersten feministischen Welle Anfang des 20. Jahrhunderts, betrachten. Obwohl das Buch eigentlich für Kinder gedacht war, begeisterte es auch Erwachsene, nicht zuletzt die Schriftsteller Mark Twain und Jack London. Der Schriftsteller Rob Hardy führte das zum einen auf eine Sehnsucht nach kindlicher Unbeschwertheit und zum anderen auf einen Beschützerinstinkt zurück, den Rebecca bei männlichen Lesern auslöse.
Wiggins Werke erfreuten sich zeitgenössisch einer großen Beliebtheit, sind heute aber weitgehend vergessen. Nur The Birds’ Christmas Carol und Rebecca of Sunnybrook Farm werden auch heute noch gelesen. Einzelne Werke wurden von ihr nicht nur dramatisiert, sondern auch eigenhändig vertont. Der Historiker Doyce B. Nunis, Jr. beschrieb den Stil Wiggins als humorvoll und dem von Charles Dickens ähnlich; Wiggin sei eine „literarische Erzieherin“ und „Pionierin“ der Kinderliteratur, die „eine gesunde und lebenssprühende Literatur vor allem für juvenile Leser“ verfasse. MaryJean und Dalton Gross kommentierten, dass Wiggin im Gegensatz zu vielen anderen Autorinnen jener Zeit auf ein besonderes Maß an Rührseligkeit verzichte, sondern insgesamt das Leben in Maine recht realistisch darstelle, Henry James Forman beschrieb Wiggins Romane als zugleich realistisch und märchenhaft. Fred Erisman kategorisierte Wiggins Werk 1968 in zwei Kategorien: „Kindergartentexte und fiktionale Texte.“ Während die theoretischen Texte zum Konzept des Kindergartens klar den Einfluss von Friedrich Fröbel zeigen würden, würden sich in Wiggins fiktionalen Prosawerken sowohl Fröbels Ideen als auch Einflüsse aus dem Transzendentalismus widerspiegeln. Letzteres zeige sich besonders an Wiggins „Doktrin der Entlohnung [für moralisch richtige Anstrengungen], der hohen Bedeutung des Individualismus [...] und einem unerschütterlichen Glaube an den Wert der Natur.“ Die Natur Amerikas stellte Wiggin dabei pastoral-idealisierend als friedlichen Ort des Trostes dar. Fred Erisman urteilte dementsprechend, dass Wiggins Werk ein „romantisch-transzendentaler Blick auf das zeitgenössische Amerika“ sei. Bemerkenswert ist dabei, dass Wiggins hauptsächliche Schaffensphase in die 1890er und 1900er Jahre fällt, etwa 50 Jahre nach der Hochzeit des Transzendentalismus.

### Zweite Heirat und Tod

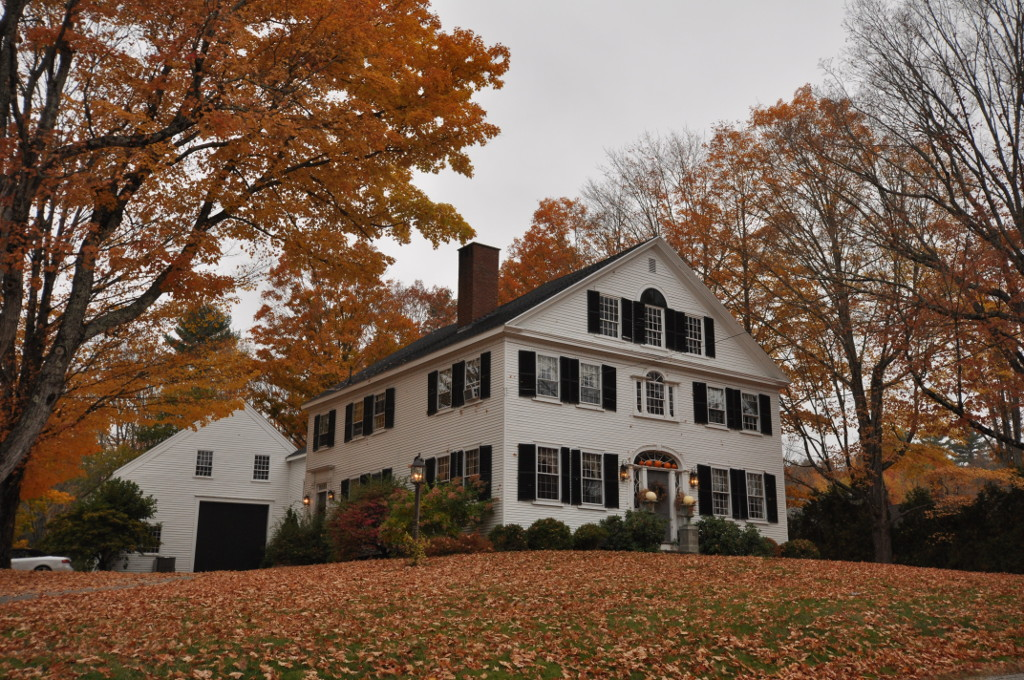
Wiggins Anwesen Quillcote in Hollis (2016)

Ab 1890 unternahm Wiggin regelmäßig Reisen nach Europa. Auf einer dieser Reisen im Jahr 1894 traf sie den Unternehmer George C. Riggs, den sie ein Jahr später heiratete. Mit Riggs verbrachte Wiggin ihr Leben in den nächsten Jahren an verschiedenen Orten; im Frühjahr hielten sie sich oftmals in Europa auf, im Sommer in Maine und im Winter in New York City. Dort war das Ehepaar ein gern gesehener Gast der kulturellen Elite. In Hollis (Maine), wo sie ab ihrem fünften Lebensjahr aufgewachsen war, erwarb Wiggin ein altes Anwesen, welches sie Quillcote taufte und von ihr und ihrer Schwester als Refugium zum Schreiben neuer Bücher genutzt wurde. In Hollis wurde sie in den nächsten Jahren eine Säule der Dorfgemeinschaft und spendete dem Dorf unter anderem die Salmon Falls Public Library (1911). 1904 erhielt sie vom Bowdoin College einen Ehrendoktortitel (Litt.D.) zugesprochen. 1915 kehrte sie nach Kalifornien als Ehrengast der Panama-Pacific International Exposition zurück. Wiggin setzte sich für bessere Bildungsmöglichkeiten für Frauen ein, hatte aber ein ambivalentes Verhältnis zur Suffragettenbewegung.
Im Juni 1923 erkrankte Wiggin auf einer Reise nach England und musste nach ihrer Ankunft in Liverpool medizinisch behandelt werden, wenngleich ihre Situation zunächst nicht lebensgefährlich erschien. Im Rahmen der Behandlung musste sie sich jedoch einer Operation unterziehen, von der sie sich nicht mehr erholte. Sie starb im August 1923 im Alter von 66 Jahren in Harrow on the Hill bei London. Den Großteil ihres Vermögens vermachte sie ihrem Ehemann, ihrer Schwester Nora und entfernten Verwandten; daneben spendete sie testamentarisch 5.000 $ an das Bowdoin College und weitere 1.000 $ an die First Congregational Church of Buxton. Kurz nach ihrem Tod erschien unter dem Titel My Garden of Memory ihre Autobiografie. Berühmt wurde die dort enthaltene Anekdote, wie sie im Alter von zehn Jahren in Maine Charles Dickens auf einer Lesereise traf und mit ihm ins Gespräch über seine ihr gut bekannten Bücher kam („Ich überspringe öfters die sehr langweiligen Teile [Ihrer Bücher]; nicht die kurzen langweiligen Teile, aber die langen!“). Ihre Autobiografie enthüllt auch ihre Unsicherheiten über ihre eigenen Qualitäten und ihre Berechtigung, Schriftstellerin zu sein; sie selbst bezeichnete sich als Autorin von moderatem Talent.
Ihre Schwester Nora publizierte 1925 unter dem Titel Kate Douglas Wiggin as Her Sister Knew Her ihre Erinnerungen an ihre Schwester. 1952 veröffentlichte Miriam Mason eine Biografie Wiggins. Dokumentensammlungen zu Wiggin befinden sich sowohl in der University of New England als auch im Bowdoin College.

## Veröffentlichungen
Prosa
- The Story of Patsy. C.A. Murdock, San Francisco 1883.
- Kindergarten Chimes. Oliver Ditson, Boston 1885.
- The Birds’ Christmas Carol. Houghton Mifflin, Boston / New York 1888.
- A Summer in a Cañon: A California Story. Houghton Mifflin, Cambridge 1889.
- mit Nora Archibald Smith: The Story Hour: A Book for the Home and the Kindergarten. Houghton Mifflin, Boston / New York 1890.
- Timothy’s Quest. Houghton Mifflin, Boston / New York 1891.
- Polly Oliver’s Problems: A Story for Girls. Houghton Mifflin, Boston / New York 1893.
- A Cathedral Courtship, and Penelope’s English Experiences. Houghton Mifflin, Boston / New York 1893. Beide Geschichten wurden in späteren Auflagen einzeln publiziert.
- The Village Watch-Tower. Gay & Bird, London 1895.
- Nine Love Songs and a Carol. Houghton Mifflin, Boston / New York 1896.
- Marm Lisa. Houghton Mifflin, Boston / New York 1896.
- Penelope’s Progress: Being Such Extracts from the Commonplace Book of Penelope Hamilton as Relate to her Experiences in Scotland. Houghton Mifflin, Boston / New York 1898.
- Penelope’s English Experiences. Gay & Bird, London 1900.
- Penelope’s Irish Experiences. Houghton Mifflin, Boston / New York 1901.
- The Diary of a Goose Girl. Houghton Mifflin, Boston / New York 1902.
- Rebecca of Sunnybrook Farm. Houghton Mifflin, Boston / New York 1903.
  - mit Charlotte Thompson: Rebecca of Sunnybrook Farm: A State O’ Maine Play in Four Acts. S. French, New York 1909.
- Half-A-Dozen Housekeepers: A Story For Girls In Half-A-Dozen Chapters. Henry Altemus, Philadelphia 1903.
- mit Mary Findlater, Jane Findlater und Allan McAulay: The Affair at the Inn. Gay and Bird, London 1904.
- Rose O’ the River. Houghton Mifflin, Boston / New York 1905.
- The Old Peabody Pew. Houghton Mifflin, Boston / New York 1907.
  - The Old Peabody Pew: Dramatised by Kate Douglas Wiggin from her Book of the Same Title. S. French, New York 1917.
- New Chronicles of Rebecca. Houghton Mifflin, Boston / New York 1907.
- Susanna and Sue. Houghton Mifflin, Boston / New York 1909.
- Homespun Tales. Houghton Mifflin, Boston / New York 1909.
- mit Mary Findlater, Jane Findlater und Allan McAulay: Robinetta. Houghton Mifflin, Boston / New York 1911.
- Mother Carey’s Chickens. Houghton Mifflin, Boston / New York 1911.
  - mit Rachel Crothers: Mother Carey’s Chickens: A Little Comedy of Home in Three Acts by Kate Douglas Wiggin and Rachel Crothers from the Book of the Same Title by Kate Douglas Wiggin. S. French, New York 1925.
- The Story of Waitstill Baxter. Houghton Mifflin, Boston / New York 1913.
- Penelope’s Postscripts. Houghton Mifflin, Boston / New York 1915.
- The Romance of a Christmas Card. Houghton Mifflin, Boston / New York 1916.
- Ladies in Waiting. Houghton Mifflin, Boston / New York 1919.
- Love by Express: A Novel of California. Dorcas Society of Hollis and Buxton, Hollis / Buxton 1924.
- Creeping Jenny and other New England Stories. Houghton Mifflin, Boston / New York 1924.
- mit Nora Archibald Smith: The Twilight Stories: More Tales for the Story Hour. Houghton Mifflin, Boston / New York 1925.
- A Thanksgiving Retrospect: Or, Simplicity of Life in Old New England. Houghton Mifflin, Boston / New York 1928.

Sachliteratur
- Children’s Rights: A Book of Nursery Logic. Houghton Mifflin, Boston / New York 1892.
- mit Nora Archibald Smith: Reihe The Republic of Childhood. Drei Bände, H / 1896.
  - Band 1: Froebel’s Gifts. Houghton Mifflin, Boston / New York 1895.
  - Band 2: Froebel’s Occupations. Houghton Mifflin, Boston / New York 1896.
  - Band 3: Kindergarten Principles and Practice. Houghton Mifflin, Boston / New York 1896.
- A Child’s Journey with Dickens. Houghton Mifflin, Boston / New York 1912.
- My Garden of Memory: An Autobiography. Houghton Mifflin, Boston / New York 1923.

Herausgeberschaften
- zusammen mit Nora Archibald Smith: Reihe The Children’s Crimson Classics:
  - Golden Numbers: Poems for Children and Young People. Houghton Mifflin, Boston / New York 1902.
  - The Posy Ring: A Book of Verse for Children. McClure, Phillips & Company, New York 1903.
  - The Fairy Ring. McClure, Phillips & Company, New York 1906.
  - Pinafore Palace: A Book of Rhymes for the Nursery. McClure, Phillips & Company, New York 1907.
  - Magic Casements: A Second Fairy Book. McClure, Phillips & Company, New York 1907.
  - Tales of Laughter: A Third Fairy Book. McClure, Phillips & Company, New York 1908.
  - Tales of Wonder: A Fourth Fairy Book. Doubleday, Page & Company, New York 1909.
  - The Talking Beasts: A Book of Fable Wisdom. Doubleday, Page & Company, New York 1911.
- zusammen mit Nora Archibald Smith: The Arabian Nights: their Best-Known Tales. Illustriert von Maxfield Parrish. Charles Scribner’s Sons, New York 1909.

Gesamtausgaben
- The Writings of Kate Douglas Wiggin. Zehn Bände, Houghton Mifflin, Boston / New York 1917.